# Мучниця звичайна

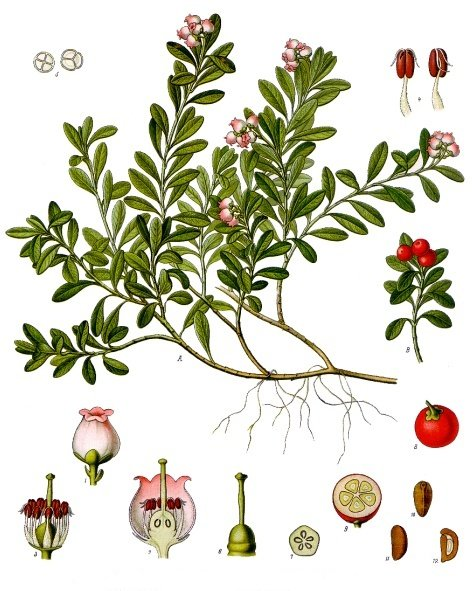
Arctostaphylos uva-ursi

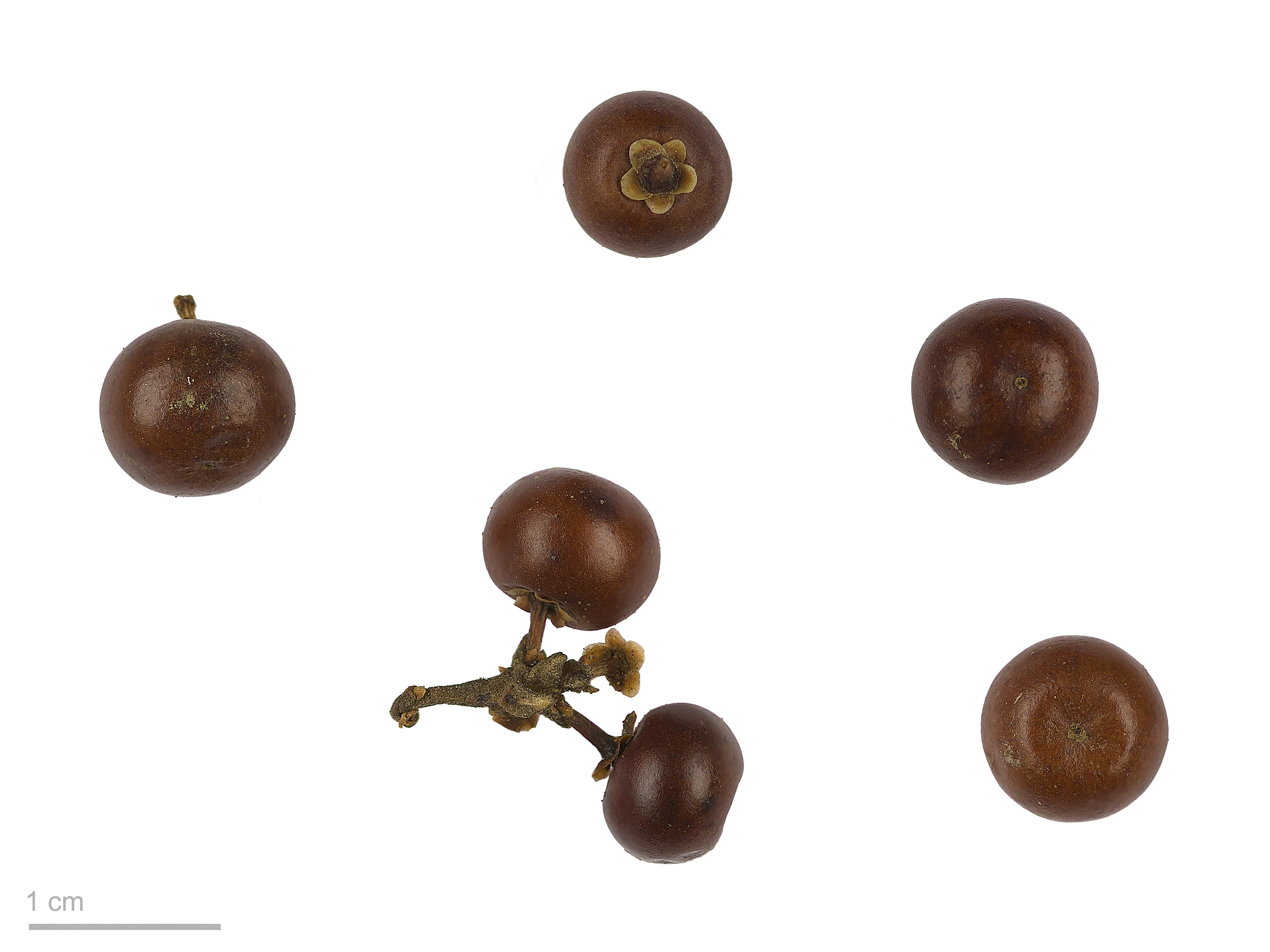
Arctostaphylos uva-ursi — Тулузький музей

Мучниця звичайна (Arctostaphylos uva-ursi (L.) Spreng.,) — вічнозелений приземкуватий гіллястий кущик родини вересових (Ericaceae).

## Назва
Місцеві назви — мученик, ведмежа ягода. В англійській мові має назву «ведмежа ягода» (англ. bearberry).

## Будова
Рослина 30—80 см заввишки з висхідними гілочками та червоно-бурою корою. Молоді гілочки зелені, опушені, простерті. Листки (10-25 мм завдовжки, 4-9 мм завширшки) зимуючі, шкірясті, чергові, довгасто-обернено-яйцеподібні, на верхівці округлі, поступово переходять у короткий черешок, цілокраї, зверху темно-зелені, блискучі, знизу світліші, з сіткою добре помітних жилок. Молоді листки по краю пухнасті. Квітки правильні, на коротких квітконіжках, зібрані у небагатоквіткові пониклі китиці на кінцях гілочок. Оцвітина подвійна. Чашечка зрослолиста, п'ятинадрізана, з війчастими тугими зубцями. Віночок (5-6,5 мм завдовжки, 2,5-4 мм завширшки) яйцеподібний з п'ятьма відігнутими зубцями. Тичинок десять, вони коротші за віночок. Маточка одна, стовпчик один, зав'язь верхня.
Плід — червона ягодоподібна борошниста кістянка з п'ятьма кісточками, куляста (6-8 мм у діаметрі).
Мучниця подібна до брусниці, яка відрізняється від мучниці нижньою зав'яззю і залозистими крапками з нижнього боку листка.
Росте мучниця у соснових лісах, на дюнних горбах. Рослина світлолюбна. Цвіте у травні-червні, плоди достигають у вересні.
Поширена на Поліссі. Райони збирання зосереджені у Волинській, Рівненській, Житомирській, Київській, Чернігівській областях. Запаси сировини незначні, промислова заготівля недоцільна. Рослина потребує бережливого використання, охорони та відновлення.
Формула квітки: *K(5)C(5)A10G1 (верхня зав'язь) (квітки двостатеві).

## Практичне використання
Лікарська, танідоносна, фарбувальна і декоративна рослина.
У науковій медицині використовують листки мучниці — Folium Uvae-ursi, які містять глікозиди метиларбутин і арбутин, гідрохінон, галотанін, урсолову, галову й елагову кислоти. Арбутин і гідрохінон мають антисептичні властивості, тому мучницю використовують як протигнильний, в'яжучий, протизапальний і дезинфікуючий засіб при хворобах сечового міхура та сечових шляхів.
У народній медицині листки мучниці застосовують для лікування хвороб нирок, сечового міхура та інших хвороб, зумовлених порушенням обміну речовин. Рекомендують мучницю також для лікування нервових хвороб, маткових кровотеч, жіночих хвороб, ревматизму, астми тощо.
У ветеринарії відвар листків мучниці використовують як сечогінний засіб і у випадку кривавої сечі у рогатої худоби.
Мучниця високо ціниться в шкіряній промисловості, її листки і корені містять до 35 % високоякісних танідів, придатних для дублення тонких шкур ї фарбування їх у темно-сірий і сіро-жовтий кольори.
Листки придатні також для фарбування вовни в темні кольори.
Молоді гілки та листки мучниці можуть слугувати джерелом гідрохінону, що використовується у фотографії.
Мучниця — декоративна рослина, її декоративність зберігається протягом вегетаційного періоду. Рекомендується для розведення в садах і лісопарках, для декорування кам'яних гірок.
В Україні можна вирощувати цю рослину на присадибній ділянці за умови достатнього зволоження. Для цього частину чорнозему треба викопати і розвести або замінити сумішшю з верхового торфу, піску, соснової смоли, вермікуліту, прілих гілок і хвої сосни (за її відсутності - ялини; лише не туї), можна одноразово додати кількасот грам перебродженого коров'яку, поливати тільки дощовою водою, а у разі наявності лише жорсткої мінералізованої води або з домішками металів (наприклад, якщо це вода з даху) — підкислити її оцтом або дистилювати.
На глині росте навіть гірше, ніж на чорноземах; глину чи глинозем треба викопувати, або якщо забракне торфу — то глину можна підмішати тільки розмоловши і розсипавши потрохи рівномірно.
Категорично не можна вкривати горіховим листям. Краще хвоєю або друзками, в крайньому випадку вишневим опадом, але в березні його треба старанно зібрати.
Гарно реагує рослина на кислий торф, вермікуліт із добавкою піску. Натомість не потрібні міндобрива, а тим паче гній.
Рослина дуже красива, своїм гіллям вкриває землю. Не боїться пирію. Не потребує частого прорідження і не відбувається такого швидкого виродження від загущення, як це є у смородини, якщо не росте в тіні дерев.
Не варто садити в тіні плодових дерев, особливо горіха, груші. Не садити поруч з ожиною. Брусницю можна садити поруч, але окремо, інакше мучниця її витіснить. Перемежовувати найкраще з високорослою лохиною, вересом, ерікою. Якщо поруч тече струмок — дуже гарно, але варто відступити зо два метри.
Заливати не потрібно. Головне, щоб поверхня не просихала повністю довше, ніж на 1-2 доби.
У разі потреби збору зеленої маси із висаджених кущів листки заготовляйте не щороку, або виокреміть ділянки і заготівлю на них ведіть почергово. Для суміщення гарного урожаю і заготівлі матеріалу для листяних настроїв, чаїв вирізайте в першу чергу загущуючі, слабкі пагони і ті, де мало ягід.
Сушене листя рослини не горить.

## Збирання, переробка та зберігання
Листки мучниці збирають до початку або на початку квітування, зрізуючи гілки ножами або серпами. При проведенні повторних заготівель на одному і тому ж масиві потрібно збирати не більше 75 % рослин, періодичність заготівель — 4-6 років.
Сушать гілки на відкритому повітрі або під наметами. Після висушування гілки обмолочують, видаляють стебла, а листки пакують у мішки або тюки вагою по 25, 50, 100 кг. Зберігають у сухих, добре провітрюваних приміщеннях. Термін зберігання — п'ять років.
Активна заготівля листя мучниці в Українському Поліссі призвела до значного збіднення її запасів, тому вже зараз необхідно подбати про відтворення рослини. Розведення мучниці доцільне на галявинах, у зріджених соснових лісостанах, на вирубках і згарищах. Розводиться мучниця як насінним, так і вегетативним способом, кореневими живцями. Підсівом насіння в молоді культури сосни в Литві створені нові масиви цієї цінної рослини.